# Cerebellopatia alkoholowa
Cerebellopatia alkoholowa, alkoholowy zanik móżdżku – to zespół przewlekłych objawów wynikających z uszkodzenia móżdżku o postępującym przebiegu.

## Etiologia
Wystąpienie i rozwój objawów korelują z okresem uzależnienia od spożycia napojów alkoholowych. W patogenezie przypuszczalnie odgrywa rolę niedobór witaminy B1.

## Objawy i przebieg
Na obraz kliniczny cerebellopatii alkoholowej składają się:
- zaburzenia chodu
- trudności w utrzymaniu pozycji pionowej (astazja-abazja)
- dyssynergia tułowia
- rzadziej ataksja kończyn, oczopląs, dyzartria, drżenie

## Leczenie
Obserwowano częściowe ustąpienie objawów uszkodzenia móżdżku po abstynencji od alkoholu i suplementacji tiaminy.